# کیتیون
کیتیون (به لاتین: Kition) یک دولت‌شهر سابق در قبرس بود که در قرن سیزدهم قبل از میلاد پایه‌گذاری شد.